# Grzegorz Łomnicki
Grzegorz „Zdzichu” Łomnicki (ur. 6 listopada 1968, zm. 19 października 2024) – polski perkusista, członek między innymi zespołu Fort BS.

## Życiorys
Od połowy lat 80. XX wieku był aktywny w ramach dolnośląskiej sceny muzycznej. W 1988 był współzałożycielem i perkusistą punkrockowego zespołu Sajgon z którym wystąpił między innymi na Festiwalu Muzyków Rockowych w Jarocinie, a także dokonał nagrań fonograficznych w tym wydawnictw: „Balanga” (1993) i „Sajgonlandia” (1994). Następnie był członkiem zespołu zespołu Fort BS z którym wystąpił w 1993 na Festiwalu Muzyków Rockowych w Jarocinie oraz na festiwalu Odjazdy w Katowicach. Z zespołem tym również dokonał nagrań fonograficznych w tym płyt :  „Punk 'N’ Roll” (1992), "Tutaj jest wszystko inaczej" (1993) oraz "Lekcja historii" (2008)
Był również perkusistą punkowego zespołu Stress oraz thrash metalowego zespołu ASYLUM. Jako perkusista współpracował także z Defektem Muzgó. 
Zmarł 19 października 2024. Został pochowany na Cmentarzu Komunalnym przy ul. Krośnieńskiej w Jeleniej Górze.